# De la Gardie (Adelsgeschlecht)

Stammwappen De la Gardie

Die De la Gardie sind ein schwedisches, seit 1625 gräfliches, Adelsgeschlecht französischer Abstammung, das im 17. Jahrhundert bis in die höchsten Adelskreise und Staatsämter aufstieg und Schweden entscheidend prägte.

## Ursprung
Die de la Gardie gehen zurück auf Jacques d’Escouperie, Seigneur de Russol De la Gardie, und dessen Frau Catherine de Sainte Colombe. Ihr gemeinsamer Sohn Pontus De la Gardie (1520–1585), Freiherr von Ekholmen, heiratete 1580 Sofia Gyllenhielm (1556–1583), eine illegitime Tochter König Johanns III. von Schweden, die im Kindbett starb.
Sie hatten drei Kinder, Brita, Johan und Jakob. Die Tochter Brita heiratete den schwedischen Staatsmann Gabriel Oxenstierna. Johan heiratete Katarina Kristersdotter Oxenstierna († 1625), Tochter des Reichsrats Krister Gabrielsson Oxenstierna und der Beata Karlsdotter Gera. Jakob heiratete Ebba Magnusdotter Brahe; der Sohn der beiden, Magnus, heiratete 1647 die Schwester des Königs Karl X., Marie Euphrosine von Pfalz-Zweibrücken, wurde Günstling der Königin Christina und der berühmte Reichsdrost und -kanzler Schwedens.

## Familienmitglieder
- Johan De la Gardie (1582–1642), schwedischer Staatsmann
- Catharina Charlotta De la Gardie (1654/55–1697), Ehefrau des venezianischen Generalissimus und Kriegshelden Otto Wilhelm Graf von Königsmarck
- Ebba Margaretha De la Gardie (1704–1775), schwedische Gräfin
- Magnus Gabriel De la Gardie (1622–1686), Graf, Reichsmarschall, Reichsdrost und Reichskanzler, Günstling der Königin Christine
- Maria Sofia De la Gardie (1627–1694), schwedische Gräfin, Hofdame, Bankier und industrielle Unternehmerin
- Axel Julius De la Gardie (1637–1710), schwedischer Militär und Staatsmann
- Catherine Charlotte De la Gardie (1723–1763), Unterstützerin der Pockenimpfung in Schweden
- Eva Ekeblad, geb. De la Gardie (1724–1786), schwedische Agrarwissenschaftlerin

## Verwandtschaftsverhältnisse
- A1 Jacques d’Escouperie ⚭ Catherine de Sainte Colombe
  - B1 Pontus De la Gardie (1520–1585) ⚭ 1580 Sofia Gyllenhielm (1556–1583), Tochter König Johanns III.
    - C1 Brita De la Gardie (1581–1645) ⚭I 1614 Jesper Matsson Krus († 1622), ⚭II 1631 Gabriel Gustafsson Oxenstierna (1587–1640)
    - C2 Johan De la Gardie, Freiherr von Ekholmen (1582–1642) ⚭ Katarina Kristersdotter Oxenstierna
    - C3 Jakob De la Gardie, 1. Graf De la Gardie (1583–1652) ⚭ 1618 Ebba Brahe, Tochter des Reichsdrosten Magnus Graf Brahe und der Margareta Lewenhaupt
      - D4 Magnus Gabriel De la Gardie, (1622–1686) ⚭ 1647 Marie Euphrosine von Pfalz-Zweibrücken-Kleeburg (1625–1687), Schwester König Karls X.
        - E1 Catharina Charlotta De la Gardie (1654/55–1697) ⚭ 1682 Otto Wilhelm Graf von Königsmarck (1639–1688)

      - D7 Pontus Frederik (1630–1692) ⚭ Beate Elisabeth, Tochter des Feldmarschalls Hans Christoph von Königsmarck
      - D9 Axel Julius (1637–1710)
        - E2 Adam Carl De la Gardie (1665–1721) ⚭ Anna Juliana Horn af Kanckas (1667–1753)
          - F1 Ebba Margaretha De la Gardie (1704–1775)

        - E3 Magnus Julius De la Gardie (1668–1741) ⚭ Hedvig Catharina De la Gardie (1695–1745)

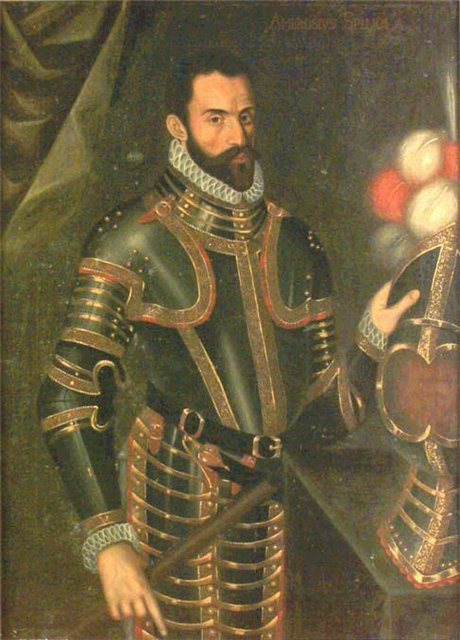
Pontus (1520–1585)
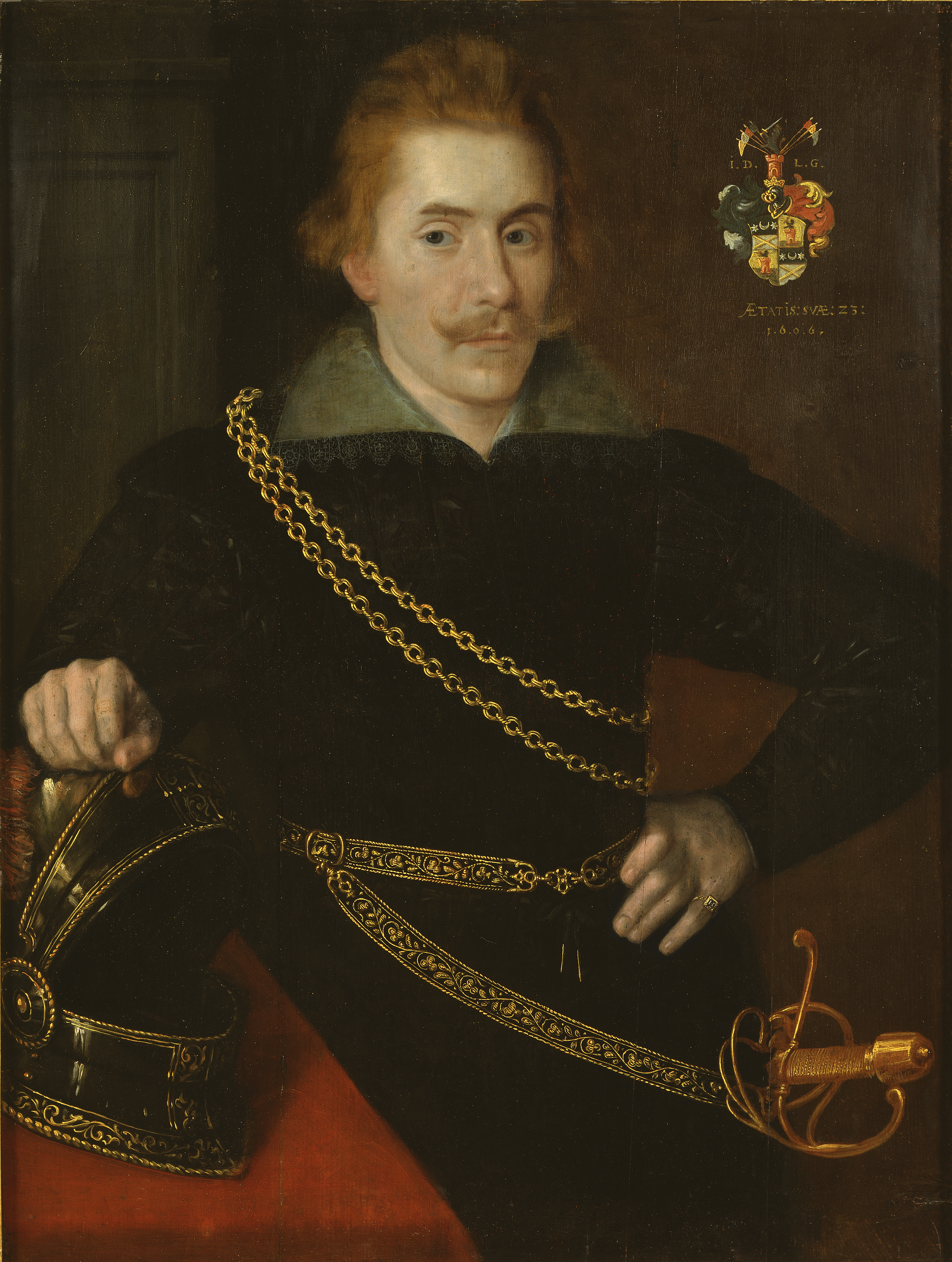
Jakob (1583–1652)
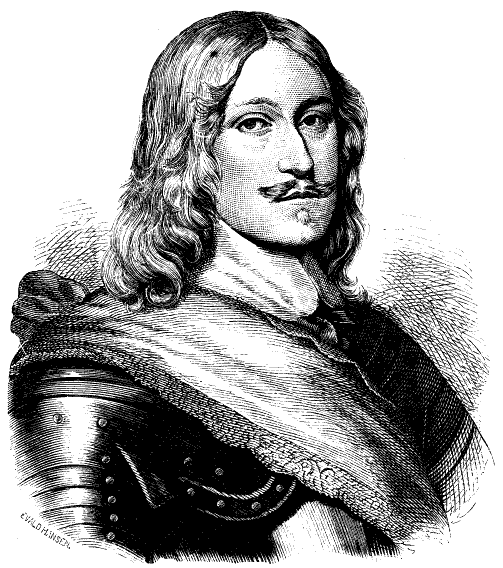
Magnus (1622–1686)

## Quellenlage

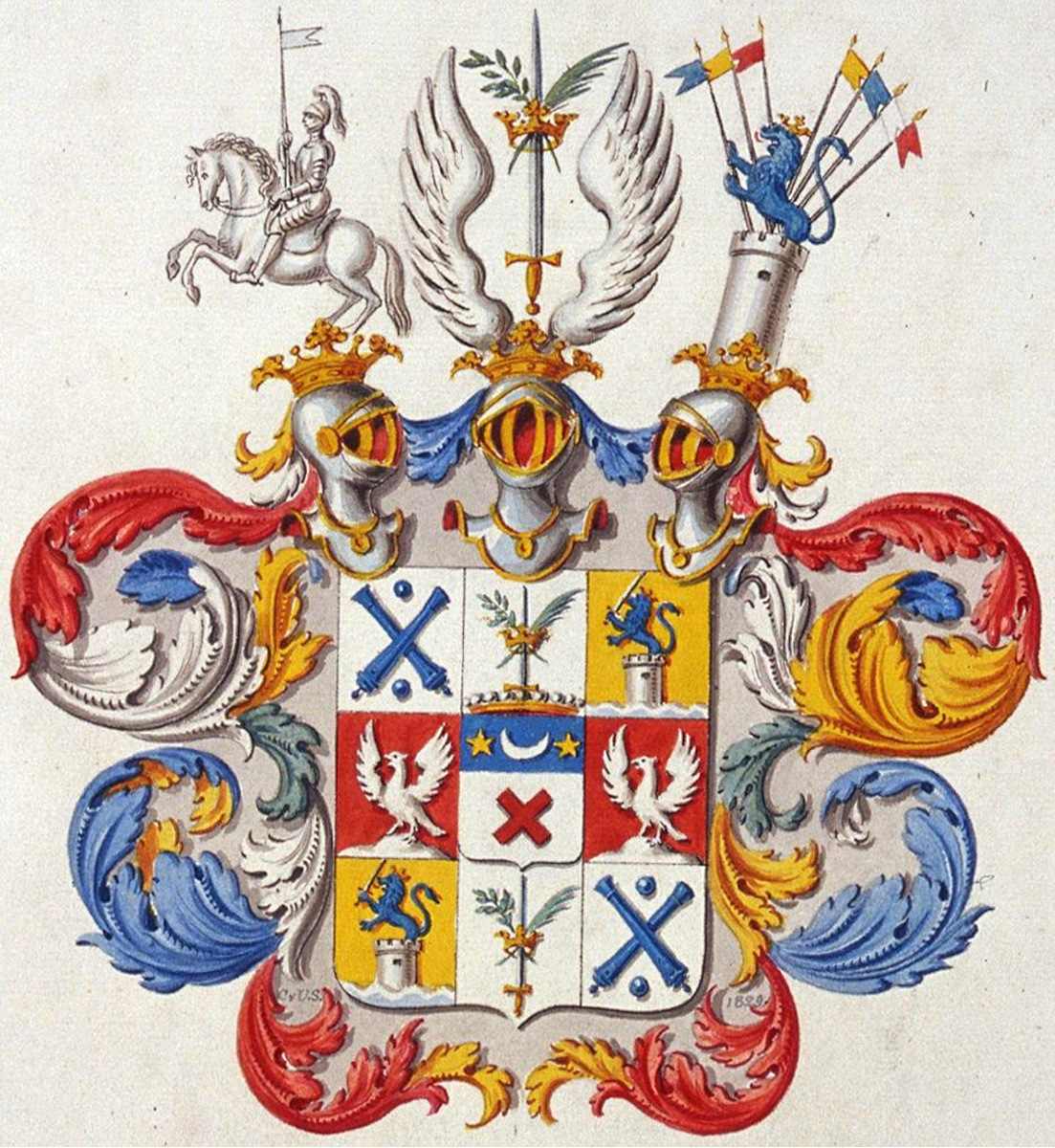
Gemehrtes Wappen (ab 18. Jhd.)